# Wales' historie
Wales' historie begynder med ankomsten af mennesker for tusinder af år siden. Neandertalere levede i det som i dag er Wales, eller Cymru på walisisk, for mindst 230.000 år siden, mens homo sapiens, som dagens moderne menneske nedstammer fra, kom til for omkring 29.000 år siden. Permanent beboelse af moderne mennesker fra perioden efter den sidste istid begyndte omkring 9000 år f.Kr., og Wales har mange levn fra ældre og yngre stenalder samt bronzealderen. I løbet af jernalderen var området, ligesom hele øen Storbritannien syd for Firth of Forth, domineret af britonere og britanniske sprog, der i eftertiden har karakteriseret keltere. Romerne, som begyndte erobringen af Britannien i år 43, drog i år 48 på felttog mod folkestammen dekeanglere i NØ og fik total kontrol over regionen. Den romerske provins Britannien opstod efter deres sejr over ordovikere i år 79. Romerne forlod øen i 400-tallet, hvad der fik angelsaksere til at invadere og bosætte sig. Derefter begyndte det britanniske sprog og kultur at gå i opløsning, og flere grupper og folk blev dannet. Det walisiske folk var den største af dem og regnes generelt som selvstændigt brittonisk-talende folk efter 1000-tallet.
Et antal kongedømmer blev dannet, efter romerne trak sig ud af Wales. Mens den mægtigste hersker var anerkendt som "konge af britonerne" (senere Tywysog Cymru: leder eller fyrste af Wales), og en del herskere strakte deres kontrol over andre walisiske territorier og ind i det vestlige England, var der dog ingen af dem, som formåede at forene Wales i længere tidsrum. Gensidig ødelæggende kampe og stridigheder samt pres fra de engelske og senere af de normanniske erobrere førte til, at de walisiske kongedømmer gradvist kom ind under den engelske krone. I 1282 førte Llywelyn den sidstes død til erobringen Wales' fyrstedømmer af kong Edvard 1. af England; senere fik arvingen til den engelske monark titlen "Prins af Wales". Waliserne forsøgte sig med flere oprør mod det engelske styre, hvoraf det sidste betydningsfulde blev ledet af Owain Glyndwr tidligt i 1400-tallet. I 1500-tallet gennemførte kong Henrik 8. af England, der selv var af walisisk afstamning, Laws in Wales Acts 1535–1542, en række love som indlemmede walisiske love i engelske og at indføre engelsk administration i Wales for at skabe ét rige. Under engelsk overherredømme blev Wales en del af Kongeriget Storbritannien i 1707 og derefter Det forenede kongerige Storbritannien og Nord-Irland i 1801. Dog beholdt waliserne deres sprog og kultur til trods for stærk engelsk dominans. Udgivelsen af den første walisiske oversættelsen af Bibelen af William Morgan i 1588 blev meget betydningsfuld for fremme af walisisk som skriftsprog.
I 1700-tallet oplevede Wales begyndelsen på to forandringer, som i høj grad kom til at påvirke området:
- den walisiske metodistisk fornyelse, som førte til at landet religiøst set i stigende grad vendte sig fra den engelske kirke, og
- den industrielle revolution. I løbet af 1800-tallet oplevede særligt det sydøstlige Wales en hastig industrialisering og en dramatisk vækst i befolkningstallet som et resultat af en stærk stigning i kul- og jernindustrien.[4] Disse industrier faldt efterhåndeni betydning i løbet af 1900-tallet, mens nationalopfattelsen og interesse for selvbestemmelse voksede. Labour Party (Arbejderpartiet) erstattede Liberal Party (Det liberale parti) som den dominerende politiske kraft i 1940'erne, mens nationalistpartiet Plaid Cymru fik fremgang i 1960'erne. I en folkeafstemning i 1997 godkendte de walisiske vælgere overgangen af regeringsansvaret til den walisiske nationalforsamling, som første gang blev sammensat i 1999.

## Forhistoriske Wales
Den tidligst kendte rest af mennesker, der er fundet i Wales, er en kæbeknogle fra en neandertaler, som blev fundet ved Bontnewydd Palaeolithic site ved floden Elwy i North Wales, hvis ejer levede for omkring 230.000 år siden i Lower Palaeolithic. Red Lady of Paviland, et menneskeskelet farvet med rød okker, blev fundet i 1823 i en sandstenshule i Paviland på Gowerhalvøen ved Swansea i det sydlige Wales. På trods af navnet stammer det fra en ung mand, som levede for omkring 33.000 år siden i slutningen af paleolitikum(stenalder). Han betragtes som det ældste kendte eksempel på en ceremoniel begravelse i Vesteuropa. Skelettet blev fundet sammen med smykker af elfenben og muslingeskaller samt et mammutkranie.
Efter den sidste istid 8000 f.Kr.fik Wales i grove træk den form, som den har i dag, og landet blev befolket af mesolitiske jæger-samlerfolk. De tidligste landbrugssamfund i Wales antages at opstå omkring 4000 f.Kr., hvilket markerer begyndelsen på neolitikum. I denne periode blev der opført adskillige gravhøje, særligt stendysser eller cromlechs. De mest berømte eksempler er Bryn Celli Ddu og Barclodiad y Gawres på Anglesey, Pentre Ifan i Pembrokeshire ogTinkinswood Burial Chamber i Vale of Glamorgan.
Metalredskaber ses første gang omkring 2500 f.Kr., og de var i første omgang fremstillet i kobber og senere i bronze. Klimaet i den tidlige del af bronzealderen (ca. 2500-1400 f.Kr.) har sandsynligvis været varmere end i dag, da der er mange spor fra mennesker i områder, der i dag er øde. I den senere bronzealder (ca. 1400-750 f.Kr.) blev der udviklet mere avanceret bronze. Meget af kobberet til bronzeproduktion kom sandsynligvis fra minen Great Orme, hvor forhistorisk minedrift i meget stor skala kan dateres til midten af bronzealderen. Kulstof 14-datering har vist, at de tidligste voldsteder i Wales er opført i denne periode. Historikeren John Davies har fremsat en teori om at koldere klima efter omkring 125 f.Kr. - lavere temperaturer og større regnmængder - gjorde, at den gode landbrugsjord skulle forsvares.
Det tidligste jernredskab, der er fundet i Wales, er et sværd fra Llyn Fawr ved udmundingen af Rhondda Valley, der er dateret til omkring 600 f.Kr. Voldsteder blev fortsat bygget i britisk jernalder. Der er registreret næsten 600 voldsteder i Wales, hvilket er 20 % af alle i Storbritannien. Blandt berømte eksempler på disse er Pen Dinas nær Aberystwyth og Tre'r Ceiri på Lleynhalvøen. Et særligt interessant fund fra denne periode blev gjort i 1943 ved Llyn Cerrig Bach på Anglesey, da et området blev gjort klar til opførslen af en base til Royal Air Force. Fundet rummer våben, skjolde, vogn og seletøj, slavekæder og værktøj. Mange var ødelagt med overlæg og synes at være et votivoffer.
Indtil for nylig var Wales' forhistorie fremlagt som en serie på hinanden følgende migrationer. Encyclopedia of Wales angiver, at en stor del af den oprindelige befolkning i Wales ankom omkring 2000 f.Kr. Nylige studier i populationsgenetik har fundet beviser for genetisk kontinuitet fra Upper Paleolithic, mesolitikum eller neolitikum. Ifølge historikeren John Davies stammer de britanniske sprog, der tales i hele Storbritannien, fra en indfødt "kumulativ keltisk", frem for fra migration.

## Wales e. Kr. i romertiden
Den romerske erobring af Wales begyndte i år 48 og sluttede i år 73, og romerne regerede over området frem til 383. Romerne tilstedeværelse i Wales var en militær besættelse, bortset fra i de sydlige kystområder i Sydwales, øst for Gowerhalvøen. Den eneste by i Wales, der blev grundlagt af romerne, Caerwent, ligger i Sydwales. Både Caerwent og Carmarthen, der også ligger i det sydlige Wales, blev romerske civitates. Under besættelsen var begge områder, der senere ville forme Wales, en stort set anonym del af Romersk Britannien.
I år 47 havde romerne invaderet og erobret alle de sydlige og sydøstlige dele af Britannien under den første romerske guvernør af Britannien. En del af den romerske erobring af Storbritannien var kampagner af hans efterfølger i år 48 for at erobre Wales, og de fortsatte med afbrydelser under guvernørerne, indtil erobringen var fuldendt i år 78. Det er disse kampagner, hvori Wales indgår, som bedst kendes fra den romerske periode, som følge af stammerne Silures og Ordovices' energiske, men forgæves forsøg på at forsvare deres hjemland.
Demetae i den sydvestlige del af Wales synes hurtigt at have sluttet fred med romerne, da der hverken spor af væbnet konflikt med romerriget, befæstede forter eller romerske veje. Demetae blev den eneste af de walisiske stammer, der kom ud af det romerske styre med deres hjemstavn og stammenavn intakt.
Wales var rig på mineraler, og romerne brugte deres ingeniør-teknologi til at udvinde store mængder guld, kobber og bly samt andre metaller som zink og sølv. Da minerne ikke længere var profitable, blev de forladt. Den økonomiske udvikling i denne periode koncetrerede sig om den sydøstlige del af Storbritannien, og der lå ingen større industrier i Wales. Det var primært, fordi Wales ikke havde de nødvendige materialer i en fornuftig kombination, og det skov- og bjergrige område ikke var nemt at industrialisere.
Året 383 er et vigtigt i walisisk historie: det huskes i litteraturen og bliver betragtet som det tidspunkt, hvor adskillige middelalderlige kongedynastier blev grundlagt. I dette år fjernede den romerske general Magnus Maximus soldater og administration fra den vestlige og nordlige del af Storbritannien og igangsatte et heldigt forsøg på at etablere en imperialistisk magt og fortsatte med at regere fra Gallien som kejser. Efter at have fjernet soldater og administratorer og med planer om at fortsætte med at regere Storbritannien i fremtiden lod han lokale herskere styre. En walisisk legende fortæller en mytisk historie om, hvorfor han gjorde det.
I historien Breuddwyd Macsen Wledig (Kejser Maximus' Drøm) er han kejser af Rom og gifter sig med en vidunderlig, britisk kvinde og fortæller hende, at hun i bryllupsgave må få lige, hvad hun ønsker. Hun beder om, at hendes far får herredømmet over Storbritannien og dermed giver autoriteten fra Rom tilbage til briterne selv. Brylluppet gør det også muligt med britiske arvtagere, hvilket ikke var glemt af de middelalderlige konger. De tidligere walisiske genealogier giver Maximus rollen som stamfader til flere af de kongelige dynasier, heriblandt Powys og Gwent, en rolle han også havde for mange herskere i det middelalderlige Galloway i Skotland, hvor Novantae lå i romertiden, hvis territorier ligeledes blev gjort uafhængige af Maximus. Han bliver opgiver som forfader til en walisisk konge på Pillar of Eliseg, der blev rejst omkring 500 år efter, han forlod Storbritannien, og han bliver regnet blandt de Fifteen Tribes of Wales.
Ifølge traditionen fortsatte romernes skikke, efter de selv forlod Storbritannien i 400-tallet i det sydlige Wales, og det er delvist sandt. Caerwent var fortsat beboet, mens Carmarthen sandsynligvis blev forladt i slutningen af 300-tallet. Den sydvestlige område der tilhørte stammen Demetae, var aldrig blevet ordentligt "romaniseret". I slutningen af 300-tallet var der foregået en stor mængde bosættelser fra det sydøstlige Irland, både i det nordlige Wales og i hele den sydligste og sydvestlige del af Wales under omstændigheder, der stadig ikke er fuldt klarlagte, og det virker derfor ikke plausibelt, at disse områder var en fuldt integreret del af de romerske områder.
Bortset fra de mange romerske genstande, der er fundet langs sydkysten, og den romerske by og området omkring Caerwent, er de arkæologiske levn fra romerne i Wales stort set kun militærets veje og fæstninger.

## Postromersk Wales og Helgentiden: 411–700
Da de romerske garnisoner forlod Storbritannien i 410, blev de forskellige britiske stater overladt til at regere sig selv. Der er tegn på romersk indflydelse efter de romerske legioner havde forladt landet, idet der er fundet en sten i Gwynedd, som dateres til mellem 400 og midten af 500-tallet, der mindes en vis Cantiorix, der beskrives som indbygger (cives) i Gwynedd og fætter til magistrateren (magistratus) Maglos . Der var også en del irsk kolonisering i Dyfed i det sydvestlige Wales, hvor der findes mange sten med Ogham-inskriptioner. Wales var blevet kristent ,og "helgentiden" (omkring 500–700) blev markeret med oprettelsen af klosterbosættelser over hele landet, der blev styret af religiøse ledere som Saint David, Illtud og Teilo.
En af årsagerne til, at romerne forlod Storbritannien, var presset af barbariske stammer fra øst. Disse stammer som Anglere og Saksere, som senere blev englændere, formåede ikke at lave indhug i Wales, bortset fra ved Severn Valley og til Llanidloes. De erobrede dog gradvist det østlige og sydlige Englnad. Ved slaget ved Chester i 616 blev Powys og andre britiske kongedømmers tropper besejret af Northumbria under Æthelfrith, hvor bl.a. kong Selyf ap Cynan var blandt de faldne. Det er blevet foreslået at dette slag endeligt brød forbindelsen mellem Wales og kongedømmerne Hen Ogledd ("Old North"), de britannisk-talende områder af hvad der i dag er Skotland og Nordengland med Rheged, Strathclyde, Elmet og Gododdin, hvor der også blev talt oldwalisisk. Fra 700-tallet var Wales den klart største af de tre tilbageværende britiske områder, hvor de andre var Hen Ogledd og Cornwall.
Wales blev opdelt i flere mindre kongeriger, hvoraf de største var Gwynedd i nordvest og Powys i øst. Gwynedd var det mest magtfulde af disse riger i 500- og 600-tallet under herskere som Maelgwn Gwynedd (død 547) og Cadwallon ap Cadfan (død 634/5), der i en alliance med Penda af Mercia formåede at få sin hær helt til Northumbria i 633, hvor de besejrede den lokale hersker, Edwin og kontrollerede området i omkring et år. Da Cadwallon blev slået ihjel i kamp af Oswald af Northumbria, allierede hans efterfølger Cadafael ap Cynfeddw sig ligeledes med Penda mod Northumbria, men herefter var Gwynedds hovedsageligt engageret i defensiv krigsførsel mod den voksende magt i Mercia, ligesom andre walisiske kongeriger

## Tidlig middelalder 700–1066
Som det østligste af de store kongeriger kom Powys under størst pres fra englænderne i Cheshire, Shropshire og Herefordshire. Powys dækkede oprindeligt områder mod øst, som i dag er en del af England, og dets gamle hovedstad, Pengwern, er blevet identificeret som det moderne Shrewsbury eller et område nord for Baschurch. Disse området blev tabt til kongeriget Mercia. Opførslen af et voldanlæg kaldet Offa's Dyke (der normalt bliver tilskrevet Offa, konge af Mercia i 700-tallet) kan have markeret en vedtagen grænse mellem de to kongeriger.
Det var sjældent, at kun en enkelt person regerede landet i denne periode. Det bliver bl.a. tilskrevet arveretten i Wales. Alle ægte og uægte sønner modtog samme del af deres faders ejendom. Det resulterede i et opdeling af områderne. Walisiske love foreskriver dette system af opdeling af land generelt, ikke for kongeriger, hvor der er bestemmelser for en edling (eller arvtager) til kongeriget der kan vælges, normalt af kongen. Enhver søn, ægte eller uægte, kunne blive valgt som edling, og der var ofte skuffede kandidater, der var parat til at udfordre den udvalgte arving.
Den første, der herskede over en anseelig del af Wales, var Rhodri Mawr (Rhodri den Store), der oprindeligt var konge af Gwynedd i 800-tallet, som formåede at udvide sit område til Powys og Ceredigion. Ved hans død blev kongerigerne delt mellem hans sønner. Rhodris barnebarn, Hywel Dda (Hywel den Gode), skabte kongeriget Deheubarth ved at samle mindre kongeriger i sydvest og han udvidede sit land til størstedelen af Wales i 942. Han bliver normalt associeret med kodificeringen af walisisk lov på et rådsmødet, som han indkaldte til på Whitland. Lovende bliver normalt kaldt " Hywel Love". Hywel førte en fredelig politik med englænderne. Ved hans død i 949 kunne han sønner holde kontrollen over Deheubarth men mistede Gwynedd til det oprindelige dynasti i dette kongerige.
Wales oplevede et stigende antal angreb fra vikingetogter særligt fra Danmark fra 950 til 1000. Ifølge krøniken Brut y Tywysogion tog Godfrey Haroldson 2.000 fanger fra Anglesey i 987, og kongen af Gwynedd, Maredudd ab Owain, fik angiveligt frikøbt mange af sine undersåtter mod en stor løsesum til danerne.
Gruffydd ap Llywelyn var den næste hersker, der formåede at samle størstedelen af de walisiske kongeriger. Han var oprindeligt konge over Gwynedd, men i 1055 regerede han over næsten hele Wales og havde annekteret dele af England omkring grænsen til Wales. Han blev besejret af Harold Godwinson i 1063 og dræbt af sine egne mænd. Hans områder blev atter opdelt i de traditionelle kongeriger.

## Wales og normannerne: 1067–1283
Ved den normanniske erobring af England i 1066 var den dominerende hersker i Wales Bleddyn ap Cynfyn, der var konge over både Gwynedd og Powys. Den første normanniske succes var i syd, hvor William Fitz Osbern overrendte Gwent før 1070. I 1074 plyndrede jarlen af Shrewsburys tropper Deheubarth.
Drabet på Bleddyn ap Cynfyn i 1075 ledte til borgerkrig og gav normannerne mulighed for at tage kontorl over landområder i Nordwales. I 1081 blev Gruffudd ap Cynan, der netop havde vundet Gwynedds trone fra Trahaearn ap Caradog under slaget ved Mynydd Carn, lokket til et møde med jarlen af Chester og jarlen af Shwrewsbury og blev straks taget til fange og fængslet: Det førte til, at normannerne erobrede en stor del af Gwynedd. I syd avancerede Vilhelm Erobreren ind i Dyfed, hvor han grundlagde borge og møntslåning i St David's og Cardiff. Rhys ap Tewdwr af Deheubarth blev slået ihjel i 1093 i Brycheiniog, og hans kongerige blev erobret og delt mellem normanniske adelsfolk. Dermed virkede den normanniske erobring af Wales til at være stort set komplet.
I 1094 var der et walisisk oprør mod det normanniske styre, og waliserne formåede gradvist at vinde flere områder tilbage. Gruffudd ap Cynan var til sidst i stand til at opbygge et stærkt kongerige i Gwynedd. Hans søn, Owain Gwynedd, allierede sig med Gruffydd ap Rhys fra Deheubarth og de vandt en knusende sejr over normannerne under slaget ved Crug Mawr i 1136 og annekterede Ceredigion. Owain efterfulgte sin fader på Gwynedds trone året efter, og han regerede frem til sin død i 1170. Han drage fordel af splittelsen i England, hvor Stefan de Blois og Kejserinde Matilda blev forlovet i et forøg på at få tronen, og han formåede at udvide Gwynedds grænser længere øst på end nogensinde før.
Powys havde også en stærk hersker i Madog ap Maredudd. Da han døde i 1160 blev han hurtigt fulgt Llywelyn ap Madog, der døde, og Powys blev splittet op i to dele, som aldrig siden blev samlet. I syd blev Gruffydd ap Rhys slået ihjel i 1137, men hans fire sønner, der på tur regerede Deheubarth, formåede at vinde det meste af deres bedstefaders kongerige tilbage fra normannerene. Den yngste af de fire, Rhys ap Gruffydd (Herre over Rhys) regerede fra 1155 til 1197. I 1171 mødte Rhys Kong Henrik 2. og de lavede en aftale, hvorefter Rhys betalte Henrik et beløb, mod at alle hans erobringer blev anerkendt, og han blev senere udnævnt til Justiciar af Sydwales. Rhys afholdt en poesi- og sangfestival ved sit hof i Cardigan i julen 1176, som den første gang, man har regisreret afholdelsen af Eisteddfod. Owain Gwynedds død ledte til opsplitning af Gwynedd mellem hans sønner, mens Rhys gjorde Deheubarth til et dominerende rige i Wales for en tid.
Fra magtkampen i Gwynedd rejste Llywelyn ab Iorwerth, også kendt som Llywelyn Fawr (den store), sig som en af de største walisiske ledere, som var enehersker over Gwynedd i 1200 og ved sin død i 1240 var han effektivt hersker over store dele af Wales. Llywelyn havde sin "hovedstad" og hovedkvarter i Abergwyngregyn på nordkysten, med udsigt over Menai Strædet. Hans søn, Dafydd ap Llywelyn, ulgte ham som hersker over Gwynedd, men kong Henrik 3. af England ville ikke lade ham arve sin faders position i andre dele af Wales. Der udbrød krig i 1241 og igen i 1245, og problemet var ikke løst da Dafydd pludseligt døde i Abergwyngregyn i begyndelsen af 1246, uden at efterlade sig en arving. Llywelyn den Stores anden søn, Gruffudd var blevet slået ihjel i et forsøg på at undslippe Tower of London i 1244. Gruffudd havde efterladt sig fire sønner, og en periode med interne konflikter imellem tre af disse endte med at Llywelyn ap Gruffudd (også kendt som Llywelyn Ein Llyw Olaf – Llywelyn, Vores Sidste Leder) tog magten. Montgomerytraktaten i 1267 bekræftede Llywelyns kontrol, direkte eller indirekte, over en stor del af Wales. Llywelyns krav i Wales var dog i strid med Edvard 1. af England, og en krig i 1277 fulgte. Llywelyn blev tvunget til at gå i forlig, og Aberconwytraktaten begrænsede hans autoritet. Der udbrød atter engang krig, da Llywelyns bror Dafydd ap Gruffudd angreb Hawarden Castle på palmesøndag 1282. Den 11. december 1282 blev Llywelyn lokket til at mødes på borgen i Builth Wells med en ukendte Marchers, hvor han blev dræbt, og hans hær blev efterfølgende ødelagt. Hans bror Dafydd ap Gruffudd fortsatte en stadig mindre succesfuld modstand. Han blev taget til fange i juni 1283 og blev hængt, druknet og parteret i Shrewsbury. Wales blev i praksis Englands første koloni indtil det blev formelt annekteret ved Laws in Wales Acts 1535-1542.

## Erobring: fra Rhuddlan-statutten til Laws in Wales Acts 1283 – 1542
Efter at have vedtaget Rhuddlanstatutten (1284), der begrænsede walisiske love, hjalp kong Edvard 1.'s ring af imponerende borge i sten med at fastholde hans magt, og han gav sin søn og arvtager titlen som prins af Wales i 1301. Wales blev derved en del af England, selvom befolkningen talte et andet sprog og havde en anden kultur. Engelske konger udnævnte Rådet i Wales, der nogle gange blev ledet af tronarvingen. Rådet sad normalt i Ludlow, der ligger i af det omdiskuterede grænseland i Welsh Marches. Walisisk litteratur, særligt poesi, fortsatte med at blomstre, men lavadlen overtog rollen som mæcener for poeterne fra prinserne. Mange betragter Dafydd ap Gwilym, som havde sin storhedstid i midten af 1300-tallet, som den største walisiske den største af de walisiske digtere.
Der var flere oprør, også nogle styret af Madog ap Llywelyn i 1294–1295 og Llywelyn Bren, Lord of Senghenydd, i 1316–1318. I 1370'erne planlagde den sidste repræsentant for mandslinjen i den herskende familie i Gwynedd, Owain Lawgoch, to gang en invasion af Wales med fransk støtte. Den engelske regering besvarede truslen ved at sende en snigmorder til Owain i Poitou i 1378.
I 1400 gjorde den walisiske adelsmand Owain Glyndwr (eller Owen Glendower) oprør mod kong Henrik 4. af England, i det som blev kendt som Glyndwroprøret. Owain påførte engelænderne flere nederlag, og i nogle få år kontrollerede han det meste af Wales. Han formåede bl.a. at afholde det først walisiske parlament nogensinde på Machynlleth, og han havde planer om to walisiske universiteter. Den engelske konges tropper formåede dog at tage kontrol over Wales, og oprøret døde ud, men Owain selv blev aldrig taget til fange. Hans oprør gjorde at den walisiske identitet og nationalisme blussede op, og han havde bred tilslutning og støtte over hele landet.
Som svar på Glyndwrs oprør vedtog det engelske parlament Penal Laws against Wales, der gjorde det ulovligt for walisere at bære våben, at blive valgt til officielle poster og at bo i byer byer med bymure. Disse forbud gjaldt også englændere, der giftede sig med walisiske kvinder. Lovene forblev ved magt efter oprøret selvom de i praksis blev nedtonet.
Under rosekrigene, der begyndte i 1455, gjorde begge sider stor brug af walisiske soldater. De to ledende i Wales var:
- jarler af Pembroke, yorkisten William Herbert og
- Lancastrian Jasper Tudor.

I 1485 kom Jaspers nevø, Henry Tudor, til Wales med en lille styrke for at få den engelske trone. Henrik var af walisiske afstamning og havde bl.a. prinser som Rhys ap Gruffydd (Herre over Rhys) blandt sine forfædre, og hans sag fik stor støtte i Wales. Henrik besejrede Richard 3. af England under slaget ved Bosworth med en hær med mange walisiske soldater, og han satte sig på tronen som kong Henrik 7. af England.
Under hans søn, Henrik 8. af England, blev Laws in Wales Acts 1535-1542 vedtaget. Det gav samme love som i England, og afskaffede de walisiske love. Derudover blev walisiske sprog forbudt officielt, og beskrev for første gang den engelsk-walisiske grænse og tillod medlemmer af walisiske valgkredse at blive valgt til det engelske parlament. Al forskelsbehandling mellem englændere og walisere blev også afskaffet, hvilket i praksis fik afsluttet Penal Code, selvom den ikke formelt blev ophævet.

## Tidlig moderne periode
Efter Henrik 8.'s brud med Rom og paven fulgte Wales hovedsageligt England i at acceptere anglicanismen, selvom flere katolikker var aktive i forsøget på at modarbejde det, og de trykte nogle af de tidligte bøger på walisisk. I 1588 udgav William Morgan den første fuldstændige oversættelse af den walisiske bibel. Morgans bibel er en af de vigtigste bøger på walisisk, og udgivelsen øgede i høj grad anseelsen og omfanget af det walisiske sprog og litteratur.
Wales var hovedsageligt royalister under Krigen i de tre kongeriger i begyndelsen af 1600-tallet, selvom der var undtagelser som bl.a. John Jones Maesygarnedd og den puritanske forfatter Morgan Llwyd. Wales var en vigtig kilde til mænd i Karl 1.'s hær, selvom der ikke foregik nogle store slag i Wales. Den anden engelske borgerkrig begyndte da ubetalte parlamentariske tropper i Pembrokeshire skiftede side i begyndelsen af 1648. Oberst Thomas Horton besejrede de royalistiske oprørere under slaget ved St. Fagans i maj, og oprørernes leder overgav sig til Oliver Cromwell den 11. juli efter den to måneder lange belejring af Pembroke.
Uddannelse i Wales var på et meget lavt niveau i denne periode, og al uddannelse var på engelsk, mens størstedelen af befolkningen kun talte walisisk. I 1731 startede Griffith Jones med at rejse rundt og undervise i Carmarthenshire, hvor han blev hvert sted i omkring tre måneder (eller "cirkulerede") til et nyt sted. Han undervist på walisisk i disse skoler. Ved Jones' død i 1761 var, at op mod 250.000 personer havde lært at læse i skoler rundt omkring i Wales.
I 1700-tallet voksede den walisiske methodistbevægelse, ledet af Daniel Rowland, Howell Harris og William Williams Pantycelyn. I begyndelsen af 1800-tallet brød de walisisk metodister ud fra den anglikanske kirke, og et etablerede deres egen betegnelse Presbyterian Church of Wales. Dette ledte også til styrkelsen af nonkonformisterne, og i midten af 1800-tallet var Wales hovedsageligt Nonkonformister. Det havde stor indvirkning på det walisiske sprog, da det var hovedsproget i de nonkonformistiske kirker i Wales. Søndagsskoleer blev en vigtig del af mange waliseres liv, og de lærte at læse og skrive på walisisk, hvilket var vigtigt for sprogets overlevelse, da der ikke blev undervist i walisisk i skolerne.
I slutningen af 1800-tallet begyndte den industrielle revolution, og tilstedeværelsen af jernmalm, sandsten og store kuldepoter i det sydøstlige Wales betød, at der i dette område snart blev etableret jernværker og kulminer, hvor især Cyfarthfa Ironworks og Dowlais Ironworks ved Merthyr Tydfil er berømte.

## Moderne historie

### Befolkning
| År   | Befolkning i Wales |
| 1536 | 278.000            |
| 1620 | 360.000            |
| 1770 | 500.000            |
| 1801 | 587.000            |
| 1851 | 1.163.000          |
| 1911 | 2.421.000          |
| 1921 | 2.656.000          |
| 1939 | 2.487.000          |
| 1961 | 2.644.000          |
| 1991 | 2.644.000          |
| 2011 | 2.644.000          |

Befolkningen i Wales blev fordoblet fra 587.000 i 1801 til 1.163.000 i 1851 og den nåede 2.421.000 i 1911. Størstedelen af tilvæksten skete i kulmine-områderne, særligt i Glamorganshire, der voksede fra 71.000 indbyggere i 1801 til 232,000 i 1851 og 1.122.000 i 1911. Dele af tilvæksten kan tilskrives demografisk transition, da dødsraten gik ned, mens fødselsraten forblev stabil. Der var dog også en stor del migration af personer ind i Wales under den industrielle revolution. Englænderne var den mest dominante gruppe, men der kom også en betragtelig tilstrømning fra Irland og mindre grupper fra andre lande, bl.a. italienere migrerede til det sydlige Wales. Wales modtog andre immigranter fra forskellige dele af det britiske Commonwealth of Nations i 1900-tallet, og afrikansk-caribiske og asiatiske samfund blev tilføjet til den etnokulturelle blanding, særligt i Wales' byområder. Mange af disse identificerer sig selv som walisere.

### 1900-1914
Wales' moderne historie begynder i 1800-tallet da Sydwales blev kraftigt industrialiseret af jernværker. Dette ledte, sammen med udbredelsen af kulminer i Cynon og Rhondda Valley fra 1840'erne og fremefter, til en befolkningstilvækst. Den sociale effekt af industrialiseringen resulterede i væbnede oprør mod de hovedsageligt engelske ejere. Socialisme udviklede sig i Sydwales i den sidste halvdel af århundredet, ledsaget af en stigende politisering af religiøs nonkonformisme. Det første MP fra Labour, Keir Hardie, blev valgt ind i de walisiske valgkredse Merthyr Tydfil og Aberdare i 1900.
I det første årti i 1900-tallet oplevede Sydwales et stor vækst i kul, hvor befolkningen voksede med 20 %. De demografiske ændringer ændrede sproggrænsen; andelen af personer, der havde walisisk som modersmål i Rhondda valley faldt fra 64 % i 1901 til 55 % ti år senere, og lignende tendenser sås andre steder i Sydwales.
Kenneth O. Morgan taler for at æraen fra 1850-1914:
var en historie med voksende politisk demokrati med de liberale i nationale og lokale regeringers overherredømme, om en stadig mere blomstrende økonomi i dalene i Sydwales, verdens dominerende kul-eksportområde med enorme havne i Cardiff og Barry, en blomstrende litteratur go en opblomstring af eisteddfod, og meget vitalitet i nonkonformistiske kirker særligt efter den kortlivede fremdift fra den "store vækkelse", Y Diwygiad Mawr, i 1904–5. Overordnet var der en gennemtrængende følelse af stærkt national identitet, med nationalmuseum, et nationalt bibliotek og et nationalt universitet i front.

### 1914-1945
De to verdenskrige og mellemkrigstiden var en hård periode for Wales i form af den vaklende økonomi fra tabene i krigen og en dyb følelse af usikkerhed. Mænd meldte sig ivrigt til krigstjeneste. Morgan mener at:
1914–45 var der en brat og ætsende forandring. Første verdenskrig var en prøvelse ikke kun i form af tab af liv, men også for overraskende kollaps af økonomisk liv i Sydwales, og meget af det sociale afsavn. Krige så også Lloyd Georges Liberal Partys undergang og og den samstemmige nationale vækkelse før 1914. Den walisiske-talende del af verden gik på tilbagetog, selvom der var en stærk erstatning i profilerende engelsk-walisisk poesi og prosa fra Dylan Thomas og mange andre. Anden verdenskrig bragte mere omvæltning, selvom genoprettelsen af den sydwalisiske økonomi også blev startet her som følge af Board of Trade.
Labour Party erstattede Liberals som det dominerende parti i Wales efter første verdenskrig, særligt i de industrialiserede dale i Sydwales. Plaid Cymru blev dannet i 1925, men udbredelsen gik langsom, og de fik kun nogle få stemmer ved parlamentsvalgende.

### Siden 1945
Morgan karakteriserer den seneste periode som:
en af bred fornyelse, politisk genopblusning under Labour og fagforeningerne, en markant opsving i den økonomiske vækst, med meget stor materiel velstand og social velfærd. Under den sidste periode så man ikke fænomenet før 1939, en stærk bevægelse i retning af politisk nationalisme, en vis succes for Plaid Cymru, og efter Kilbrandon Kommissionen, et stort forsøg på at godkende den walisiske decentralisering.
Kulindustrien faldt støt efter 1945. Ved begyndelsen af 1990'erne var der kun én åben mine der stadig var i funktion i Wales. Der var et tilsvarende katastrofalt dyk i stålindustrien (stålkrisen), og den walisiske økonomi blev i større grad baseret på den voksende service, ligesom andre udviklede samfund.
I maj 1997 blev en Labour-regering valgt med et løfte om at skabe ny institutioner i Skotland og Wales. I slutningen af 1997 blev der afholdt en folkeafstemning, der resulterede i et "Ja". Welsh Assembly blev etableret i 1999 (som en konsekvens af Government of Wales Act 1998) og den fik magt til at beslutte, hvordan regeringsbudgettet for Wales blev brugt og administreret.
Resultatet af en folketælling i 2001 viste en forøgelse i antallet af personer der kan tale walisisk til 21 % af personer der var 3 år eller ældre, sammenlignet med 18,7 % i 1991 og 19,0 % i 1981. Dette skal sammenholdes med en støt tilbagegang i folketællingen i 1900-tallet. Folketællingen i 2011 viste at befolkningsnedgangen var fortsat. Selvom tallet stadig er højere end i 1991 er antallet af personer over 3 år, der kan tale walisisk redcueret fra 582.000 (20,8 %) i 2001, til 562.000 (19,0 %) i 2011.
Government of Wales Act 2006 (c 32) er en hjemmestyrelov for det britiske parlament der ændrede den Nationalforsamling og tillader at de får tildelt yderlige magtbeføjelser nemmere. Loven skaber en styreform med separat del der er ansvarlig for lovgiverne. Efter en vellykket folkeafstemning i 2011 om at udvide loven kan nationalforsamlingen nu udskrive love, kaldet Acts of Assembly, inden for alle decentrale fagområder uden at få det britiske parlaments godkendelse. I et folkeafstemning skaber en styreform med en separat udøvende trukket fra og ansvarlig over for lovgiver. Efter en vellykket folkeafstemning i 2011 om at udvide loven gør beføjelser nationalforsamlingen er det nu i stand til at lave love, kendt som retsakter i Forsamlingen, om alle spørgsmål i decentrale fagområder, uden at behøve det britiske Parlamentets godkendelse. Ved folkeafstemningen i 2016 sluttede Wales sig til England og stemte ja til Brexit og afviste medlemskabet af EU.